# Scherocumella gurneyi
Scherocumella gurneyi är en kräftdjursart som först beskrevs av William Thomas Calman 1927.  Scherocumella gurneyi ingår i släktet Scherocumella och familjen Nannastacidae. Inga underarter finns listade i Catalogue of Life.